# Tricentrus fuscolimbatus
Tricentrus fuscolimbatus är en insektsart som beskrevs av Kato 1928. Tricentrus fuscolimbatus ingår i släktet Tricentrus och familjen hornstritar. Inga underarter finns listade i Catalogue of Life.